# میسلواردن
میسلواردن (به آلمانی: Misselwarden) یک منطقهٔ مسکونی در آلمان است که در Wurster Nordseeküste واقع شده‌است. میسلواردن  ۴۲۶ نفر جمعیت دارد.